# ГАЕС Пурулія
ГАЕС Пурулія (англ. Purulia Pumped Storage Hydroelectric Power Project) – гідроакумулююча електростанція на сході Індії у штаті Західний Бенгал. 
Обидва резервуари цієї станції облаштували на річці Кістобазар-Налла, лівій притоці Субарнарекхи, яка стікає зі східної частини плато Чхота-Нагпур та впадає в Бенгальську затоку за півтори сотні кілометрів на південний захід від Колкати. Верхню водойму утримує гребля Ayodhya Sagar, виконана як кам’яно-накидна споруда висотою 71 метр та довжиною 1505 метрів, тоді як нижній резервуар створює так само кам’яно-накидна гребля Бамні висотою 95 метрів та довжиною 310 метрів.
Два напірні водоводи довжиною по 470 метрів та діаметром по 7,7 метра пов’язують верхнє сховище з розташованим між резервуарами підземним машинним залом. Останній обладнали чотирма оборотними турбінами типу Френсіс потужністю по 225 МВт, які працюють при напорі від 149,4 до 241,5 метра. Річна проектна виробітка електроенергії становить 0,9 млрд кВт-год.
Накопиченого у сховищах корисного об’єму води вистачає для роботи станції на повній потужності протягом 6 годин.
Зв’язок з енергосистемою відбувається за допомогою кількох ЛЕП, розрахованих на роботу під напругою 400 кВ.